# توباران، لانائو دل سور
توباران، لانائو دل سور (به لاتین: Tubaran, Lanao del Sur) یک سکونتگاه مسکونی در فیلیپین است که در لانائو جنوبی واقع شده‌است.

## خصوصیات
توباران ۴۳۵٫۰۰ کیلومترمربع مساحت و ۱۲٬۹۳۳ نفر جمعیت دارد.